# Bijliggen
Bijdraaien of bijgedraaid liggen van een schip is het ongeveer dwarsuit, 'zijwaarts' varen van een schip. Het schip vaart dwarsuit erg langzaam door de grote weerstand. Het verliest zo weinig hoogte. Er is wel helling, maar de rolbeweging is traag. 
Een motorschip draait bij door de motor nagenoeg stil te zetten, het roerblad naar loef te zetten en zoveel motorvermogen te geven als nodig is voor de gewenste koers en zeegang. 
Op een zeilschip staat daarvoor een voorzeil bak en het achterste zeil killend bij. Het roerblad staat zoveel naar loef als nodig is voor de gewenste zeegang en koers. 
Bij zware zeegang draait een motorschip bij om de loods aan boord te nemen.  
Met een bijgelegd schip is het haalbaarder geworden om een man overboord aan boord te nemen. De vaart is gering, het lijboord is laag en aan lij is het water wat afgevlakt.
Als stormtactiek voor jachten is bijdraaien een van de meest toegepaste. Het kan ook snel: men trekt de zeilen strak voor hoog aan de wind en gaat overstag. Daarna moet het grootzeil gevierd en het roerblad naar loef. Het jacht ligt meestal het best bijgedraaid op ongeveer 60 graden van de wind. 
Bijdraaien is ook een wachttactiek, bijvoorbeeld om het daglicht af te wachten bij het aanlopen van een haven. 